# Susanna Karlsson (språkvetare)
Susanna Karlsson, född 1976, är en svensk språkvetare och sedan 2018 docent i nordiska språk vid Göteborgs universitet.
Karlsson disputerade 2006 på avhandlingen Positioneringsfraser i interaktion: syntax, prosodi och funktion, inom området interaktionell lingvistik. I avhandlingen studerade hon hur fraser som jag tycker, jag tror, jag menar fungerar positionerande och kommenterande i samtal.
Hon har därefter varit lektor i svenska vid Lunds universitet, postdoktoral forskare vid Universität Potsdam i Tyskland och språkvårdare vid Språkrådet.
I sin forskning har hon intresserat sig för hur grammatiska konstruktioner kan kopplas ihop med sociala handlingar, särskilt hur talare använder kroppen och satsmelodin i samtal. Hon har under flera år arbetat som språkvårdare vid Institutet för språk och folkminnen och har fortsatt att forska om språkvårdsfrågor och språkpolitik. Hon är sedan 2018 docent i nordiska språk vid institutionen för svenska, flerspråkighet och språkteknologi vid Göteborgs universitet.
Sedan 2023 ingår hon i redaktionen för den språkvetenskapliga tidskriften Språk och stil. Hon är (2023) en av experterna i Sveriges Radios program Språket.